# Cerithiopsis paramoea
Cerithiopsis paramoea är en snäckart som beskrevs av Bartsch 1911. Cerithiopsis paramoea ingår i släktet Cerithiopsis och familjen Cerithiopsidae. Inga underarter finns listade i Catalogue of Life.